# Sowiecka Formuła Easter Sezon 1983
1983 – siódmy sezon Sowieckiej Formuły Easter. Składał się z dwóch eliminacji. Mistrzem został Edgard Lindgren (Estonia-MADI 03).

## Kalendarz wyścigów
| Runda | Data        | Tor     | Pole position | Najszybsze okrążenie | Zwycięzca (kierowcy)     | Zwycięzca (zespoły) |
| ----- | ----------- | ------- | ------------- | -------------------- | ------------------------ | ------------------- |
| 1     | 24 kwietnia | Rustawi | ?             | ?                    | Aleksandr Miedwiedczenko | DOSAAF Kijów        |
| 2     | 22 maja     | Ryga    | ?             | ?                    | Edgard Lindgren          | DOSAAF Moskwa       |

## Klasyfikacja kierowców
| Legenda oznaczeń w tabelach wyników Wyświetl szablon na nowej stronie | Legenda oznaczeń w tabelach wyników Wyświetl szablon na nowej stronie                                                                     |
| Oznaczenie                                                            | Wyjaśnienie |
| --------------------------------------------------------------------- | --- |
| Złoty                                                                 | Zwycięzca lub mistrzostwo |
| Srebrny                                                               | 2. miejsce lub wicemistrzostwo |
| Brązowy                                                               | 3. miejsce lub II wicemistrzostwo |
| Zielony                                                               | Ukończył, punktował (w klasyfikacji generalnej, gdy zdobył co najmniej jeden punkt na przestrzeni sezonu, poza trzema powyższymi opcjami) |
| Niebieski                                                             | Ukończył, nie punktował (w klasyfikacji generalnej, gdy nie zdobył co najmniej jednego punktu na przestrzeni sezonu)                      |
| Czerwony                                                              | Nie zakwalifikował się (NZ) |
| Czerwony                                                              | Nie prekwalifikował się (NPK) |
| Różowy                                                                | Nie ukończył (NU) |
| Różowy                                                                | Niesklasyfikowany (NS) (w klasyfikacji generalnej, gdy nie został sklasyfikowany w żadnym wyścigu sezonu)                                 |
| Czarny                                                                | Zdyskwalifikowany (DK) |
| Czarny                                                                | Wykluczony (WYK/EX) |
| Biały                                                                 | Nie wystartował (NW) |
| Biały                                                                 | Kontuzjowany (K/INJ) |
| Biały                                                                 | Wyścig odwołany (OD/C) |
| Bez koloru                                                            | Został wycofany (WYC/WD) |
| Bez koloru                                                            | Nie przybył (NP/DNA) |
| Bez koloru                                                            | Nie brał udziału w treningach (NT/DNP) |
| Bez koloru                                                            | Nie został zgłoszony (–) |
| Pogrubienie                                                           | Start z pole position |
| Kursywa                                                               | Najszybsze okrążenie wyścigu |
| †                                                                     | Nie ukończył, ale jego rezultat został zaliczony ze względu na przejechanie więcej niż 90% dystansu wyścigu.                              |
| *                                                                     | Sezon w trakcie |
| 1/2/3                                                                 | Punktowana pozycja w sprincie kwalifikacyjnym                                                                                             |
| Lista systemów punktacji Formuły 1                                    | |

| Poz. | Kierowca                 | Zespół             | RST | RGA | Punkty |
| ---- | ------------------------ | ------------------ | --- | --- | ------ |
| 1    | Edgard Lindgren          | DOSAAF Moskwa      | 3   | 1   | 183    |
| 2    | Aleksandr Miedwiedczenko | DOSAAF Kijów       | 1   | 3   | 181    |
| 3    | Aleksandr Ponomariew     | DOSAAF Togliatti   | 2   | 2   | 179    |
| 4    | Raul Sarap               | Kalev Tallinn      | 4   | 4   | 152    |
| 5    | Wiktor Gasenko           | DOSAAF Kijów       | 11  | 5   | 116    |
| 6    | Normunds Grasbergs       | DOSAAF Kandawa     | 10  | 6   | 113    |
| 7    | Walerij Sułtanow         | DOSAAF Machaczkała | 19  | 7   | 81     |
| 8    | Mir-Abaj Ibragimow       | DOSAAF Taszkent    | 13  | 11  | 81     |
| 9    | Witalij Dogofiejew       | DOSAAF Moskwa      | 18  | 8   | 79     |
| 10   | Antanas Apolinskas       | DOSAAF Janów       | 15  | 10  | 79     |
| 11   | Witalij Komarow          | Spartak Krasnodar  | 5   | NU  | 71     |
| 12   | Wiktor Kozankow          | Spartak Moskwa     | 6   | -   | 67     |
| 13   | Aleksandr Ceruaszwili    | DOSAAF Tbilisi     | 7   | NU  | 61     |
| 14   | Ivars Krūmiņš            | DOSAAF Ryga        | 9   | NU  | 54     |
| 15   | Teimuraz Magaradze       | DOSAAF Tbilisi     | NU  | 9   | 49     |
| 16   | Boris Eylandt            | DOSAAF Tallinn     | 12  | NU  | 43     |
| 17   | Aleksandr Zagradin       | DOSAAF Leningrad   | NU  | 12  | 37     |
| 18   | Stiepan Bojko            | DOSAAF Brześć      | 14  | NU  | 37     |
| 19   | Aleksandr Geworkian      | DOSAAF Tbilisi     | NU  | 13  | 34     |
| 20   | Aivars Ivans             | DOSAAF Lipawa      | 16  | NU  | 31     |
| NS   | Toivo Asmer              | Jõud Tallinn       | DK  | NU  | 0      |
| NS   | Gediminas Neverauskas    | DOSAAF Janów       | -   | DK  | 0      |
| NS   | Andriej Krietow          | Spartak Moskwa     | -   | NU  | 0      |
| NS   | Indulis Rukuts           | DOSAAF Jurmała     | -   | NU  | 0      |
| NS   | Mait Luha                | DOSAAF Tallinn     | NW  | -   | 0      |